# Bierschwand
Der Bierschwand, auch Bierschwund, beschreibt beim Bierbrauen die Verluste, die zwischen Pfannenwürze und Ausstoß des Bieres anfallen, und ist somit ein Maß für die Betriebsausbeute. Er liegt gemeinhin zwischen 8 und 24 %.